# Consommation du mariage
Pour les articles homonymes, voir Consommation (homonymie).

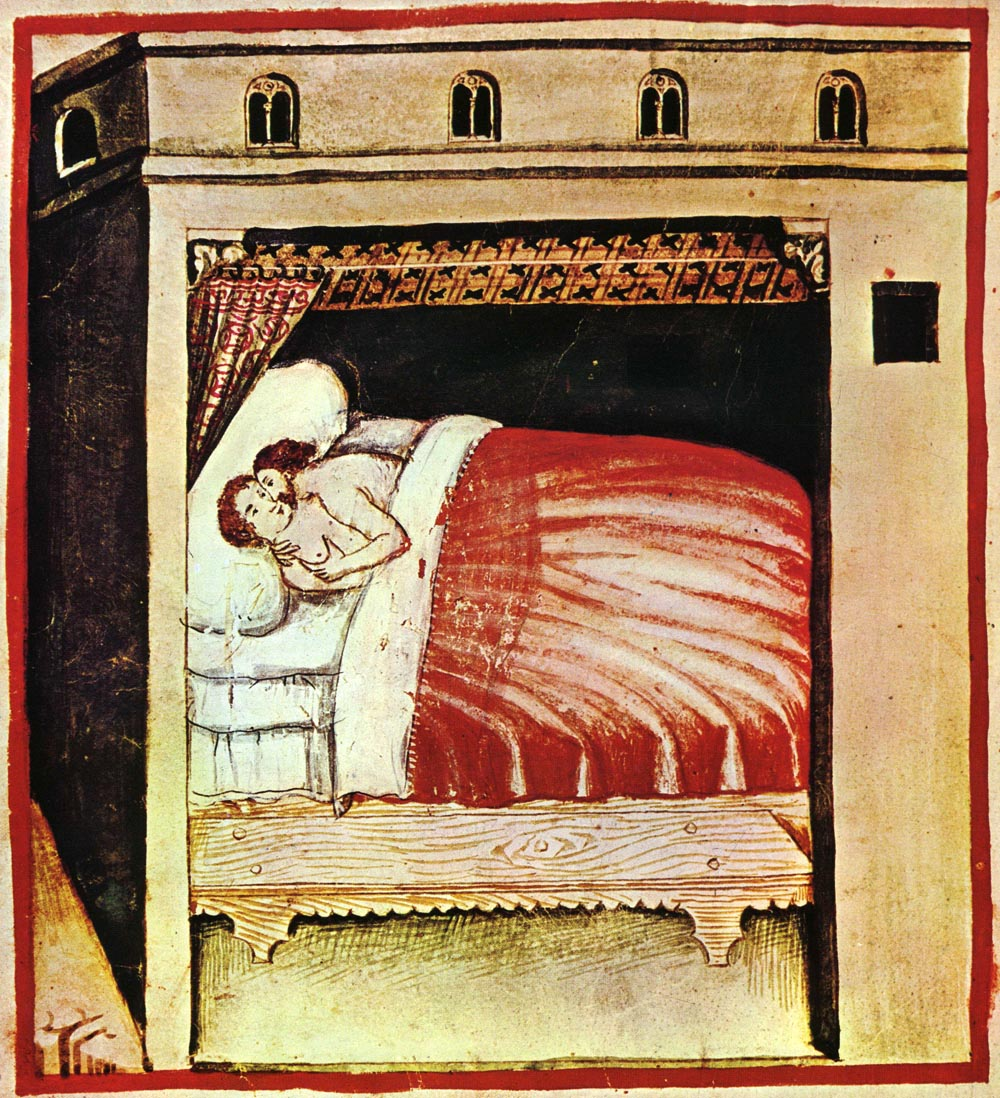
Illustration tirée du manuel médiéval Tacuinum sanitatis.

La consommation du mariage (du latin consummaciun « état de ce qui est mené à son accomplissement, à sa perfection ») est, selon de nombreuses traditions et statuts du droit civil ou religieux, un rapport sexuel (généralement une pénétration vaginale) entre les époux après la cérémonie nuptiale. Historiquement, dès le haut Moyen Âge, l'Église considérait que cette union charnelle avait pour but de procréer mais reconnaît actuellement le mariage des couples stériles ou entre personnes âgées, et donc que tout acte sexuel est un moyen privilégié de communication, et non uniquement un moyen de procréation.

## Histoire
Certains récits de la Bible évoquent la consommation du mariage : Évangile selon Matthieu, 19, 5.
Durant le Moyen Âge, les débats théologiques oscillent entre deux thèses : le mariage n'est complet et définitif que lorsqu'il est consommé, la « copulatio carnalis » (union charnelle) ou la « commixtio sexuum » (fusion des sexes) légalisant l'union du couple, thèse influencée par la tradition barbare et apparue avec l'archevêque Hincmar de Reims au IXe siècle ; le mariage se définit par la pactio conjugalis, « pacte conjugal »  entre deux parties libres de leur choix, tradition consensuelle influencée par le droit romain. Le décret de Gratien au milieu du XIIe siècle tente de concilier les deux thèses en présentant le mariage comme exigeant un consentement préalable suivi de la cohabitation et de la consommation. Si la seconde thèse du mariage consensuel s'impose progressivement à partir du XIIIe siècle, notamment sous l'influence de Thomas d'Aquin, le pape invoque régulièrement les siècles suivants la non-consommation du mariage comme raison pour annuler les mariages (cas fréquent du mariage politique par procuration).
La non-consommation du mariage par procuration entre Anne de Bretagne et Maximilien Ier permet au pape Innocent VIII de l'annuler et de valider le mariage de la duchesse avec Charles VIII.[réf. nécessaire]
Actuellement, si le mariage n'est pas consommé il peut être dissous par le Pontife Romain pour une juste cause, à la demande des deux parties ou d'une seule, même contre le gré de l'autre. Le droit canon fait mention de la « reconnaissance de nullité du sacrement de mariage » sous certaines conditions (par exemple le défaut de consentement).
La Cour européenne des droits de l’homme admet que la non-consommation du mariage n'est plus une cause de son annulation[pas clair], la relation sexuelle impliquant le consentement du partenaire.